# Yongfeng (sockenhuvudort i Kina, Jiangxi Sheng, lat 26,31, long 115,21)
Yongfeng är en sockenhuvudort i Kina. Den ligger i provinsen Jiangxi, i den sydöstra delen av landet, omkring 270 kilometer söder om provinshuvudstaden Nanchang. Antalet invånare är 32 984. Befolkningen består av 16 071 kvinnor och 16 913 män. Barn under 15 år utgör 29,0 %, vuxna 15-64 år 63 %, och äldre över 65 år 7,0 %.
Runt Yongfeng är det ganska tätbefolkat, med 166 invånare per kvadratkilometer. Närmaste större samhälle är Lianjiangzhen, 15,0 km öster om Yongfeng. I omgivningarna runt Yongfeng växer huvudsakligen savannskog.
Genomsnittlig årsnederbörd är 1 925 millimeter. Den regnigaste månaden är maj, med i genomsnitt 327 mm nederbörd, och den torraste är oktober, med 21 mm nederbörd.